# Тавернеле (Пезаро и Урбино)
Тавернеле (итал. Tavernelle) је насеље у Италији у округу Пезаро и Урбино, региону Марке.
Према процени из 2011. у насељу је живело 1780 становника. Насеље се налази на надморској висини од 89 м.